# Austrophryno diversicolor
Austrophryno diversicolor är en tvåvingeart som först beskrevs av Macquart 1847.  Austrophryno diversicolor ingår i släktet Austrophryno och familjen parasitflugor. Inga underarter finns listade i Catalogue of Life.